# Panthera onca veraecruscis
Panthera onca veraecruscis es una subespecie del jaguar (Panthera onca).

## Distribución geográfica
Se encontraba al suroeste de Texas (y posiblemente en la parte baja de Luisiana) y México (desde Tamaulipas y Veracruz hasta Tabasco). Hoy en día no es posible encontrar poblaciones de esta subespecie en Estados Unidos, aunque fue abundante en las riveras del río Bravo y río San Jacinto en Texas

## Estado de conservación
Se halla en peligro crítico de extinción en México. En los Estados Unidos el último ejemplar fue dado de baja en Kingsville, Texas en 1946.